# VTOL X-Plane

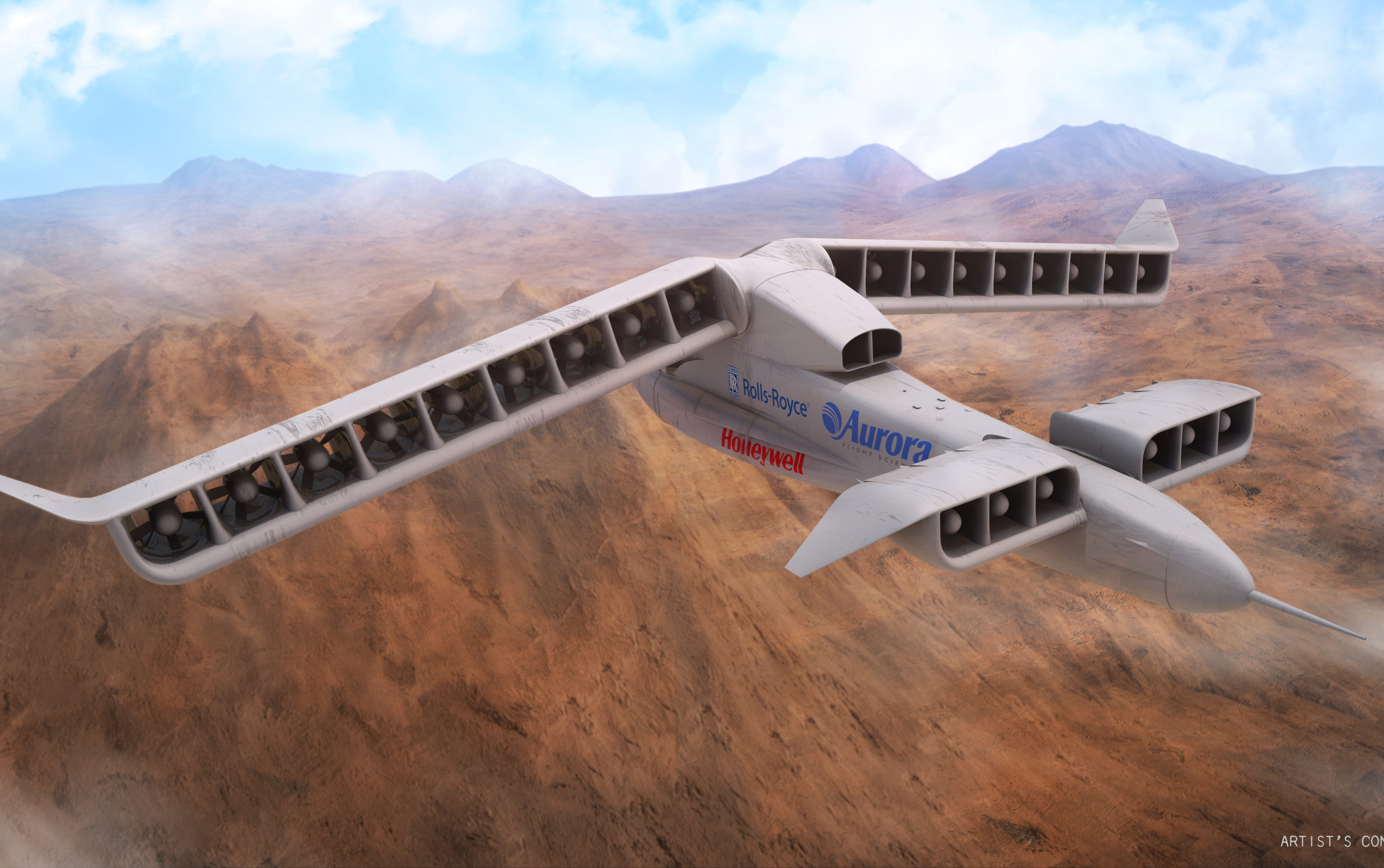
前方から見たオーロラ XV-24 ライトニングストライク

VTOL X-Plane
オーロラ XV-24 ライトニングストライク
- 分類：垂直離着陸機
- 製造者：オーロラ・フライト・サイエンシズ
- 運用者：国防高等研究計画局

VTOL X-Planeは国防高等研究計画局(DARPA)が進める垂直離着陸機（VTOL機）の計画。

## 概要
将来の垂直離着陸機の計画で従来のチルトローターを備えたターボプロップ機よりも高速性を備えた機体の開発を企図した計画。従来の可撓性回転翼を備えたヘリコプターでは370㎞/hでの飛行が限界とされてきた、チルトローターを備えるベル・ボーイングV-22オスプレイでは最高速度は565km/hだが、それでもまだ不十分でホバリング効率や航続距離が不十分だった。
シコルスキーエアクラフト、オーロラ・フライト・サイエンシズ、ボーイング、Karem Aircraftが参加した。

## 要求仕様
- 速度：最高速度は555～740km/h[1]
- ホバリング効率：効率を60％から少なくとも75％に引き上げる[2]
- 巡航効率：巡航揚抗比は現用機の5-6の水準からすくなくとも10に改善[2]
- 積載量：総重量10,000～12,000ポンドの少なくとも40%の有効積載量[2]

## 進展状況
トライアルに参加した4社はいずれも無人航空機を使用して概念を実証する道を選んだ。
複数の電動ダクテッドファンを備えたオーロラ XV-24 ライトニングストライクが選定された。

## オーロラ XV-24 ライトニングストライク
オーロラ XV-24 ライトニングストライクはエンテ型で、両翼にある9基ずつの計18基の100kwの電動機と両カナードの3基ずつの計6基の70kwの電動機が備わり、合計24基のダクテッドファンを駆動する。必要な電力は胴体内に備えられたロールス・ロイス AE 1107C-リバティーターボシャフトエンジンで発電された3MW(約4,000馬力)の電力で賄う。